# 프톨레마이오스 5세 에피파네스
프톨레마이오스 5세 에피파네스(그리스어:Πτολεμαίος Ε' Επιφανής, 영어:Ptolemy V Epiphanes, 기원전 210년 － 기원전 181년)는 고대 이집트 프톨레마이오스 왕조의 파라오이다. 재위기간은 기원전 204년에서 기원전 181년이다. 에피파네스는 “현신(現神)왕”이라는 뜻이다.

## 생애
아버지 프톨레마이오스 4세가 급사하고 어머니인 아르시노에 3세도 신하들에 의해 암살되자, 소시비오스가 아직 어린 프톨레마이오스 5세를 옹립하였다. 소시비오스와 아가토클레스는 황제의 후견을 자처하며 권세를 휘둘렀다. 그와 동시에 국내에는 불만이 고조되고 있었는데, 마침내 기원전 202년에 불만을 품은 트레폴레모스(Tlepolemus)가 반란을 일으켜 아가토클레스를 살해하고 프톨레마이오스 5세를 정식으로 즉위시켰다.

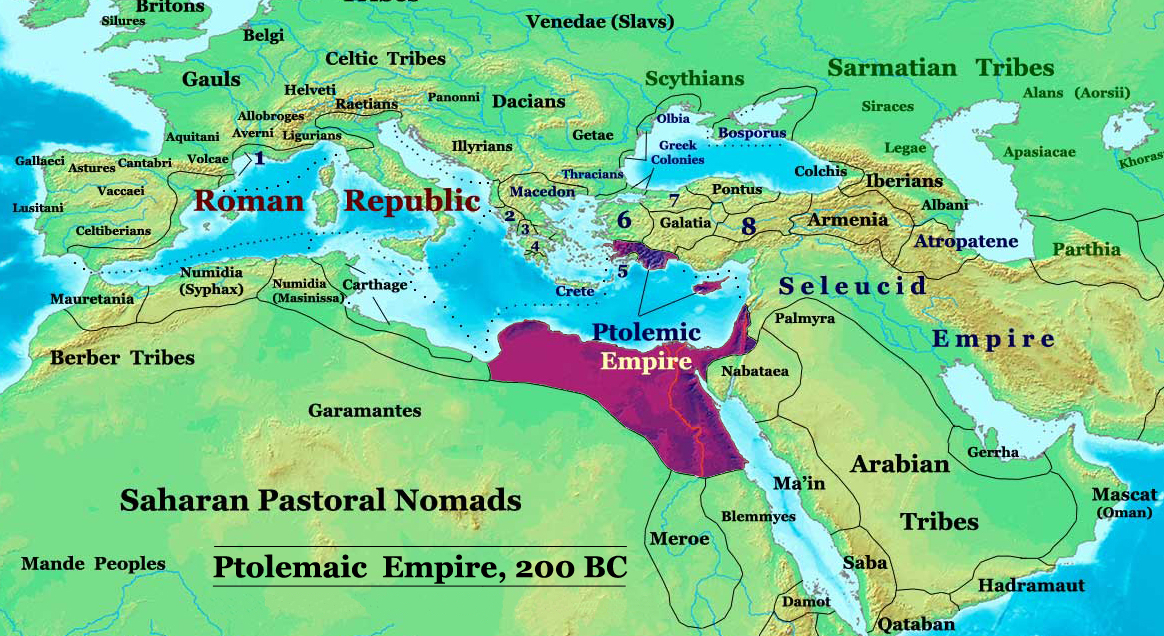
기원전 200년경의 프톨레마이오스 제국(안티오코스 3세의 침략 이전)

하지만 이집트와 셀레우코스 제국과의 전쟁은 그의 시대에도 계속되어, 제5차 시리아 전쟁(기원전 202년 - 기원전 195년)이 일어났다. 〈파니움 전투〉(Battle of Panium, 기원전 198년)에 스코파스(Scopas of Aetolia)가 인솔하는 이집트군은 시리아의 안티오코스 3세에 패배하여 전회에 승리하여 얻었던 코엘레 시리아를 잃게 되었다. 그 후 로마가 중재에 나서서, 안티오코스 3세의 딸인 클레오파트라 1세와 프톨레마이오스 5세가 결혼하는 일로 평화가 성립되었다. 그리고 곧 두 사람 사이에서 프톨레마이오스 6세가 되는 필로메토르가 태어났다. 그 뒤 프톨레마이오스 5세가 죽고 클레오파트라 1세가 필로메토르의 섭정으로 취임해, 시리아와의 우호 관계 구축에 노력했다. 그의 치세중 국내에서는 지방 반란이 계속되었는데, 노모스(Nomos, 행정구)의 권한을 증대시키는 것으로 대처했다.
그리고 세계적으로 유명한 로제타석이 프톨레마이오스 5세때 제작되어 그의 치세를 칭송했다.

## 참조
- Ptolemy V Epiphanes entry in historical sourcebook by Mahlon H. Smith

| 전임 프톨레마이오스 4세 필로파토르 | 프톨레마이오스 왕조 프톨레마이오스 5세 에피파네스 (+클레오파트라 1세) 기원전 204년 - 기원전 181년 | 후임 프톨레마이오스 6세 필로메토르 (+클레오파트라 1세) |